# Južnokorejska ženska rukometna reprezentacija
Južnokorejska ženska rukometna reprezentacija predstavlja državu Južnu Koreju u športu rukometu.

## Medalje naOI
- zlato: 1988., 1992.,
- srebro: 1984., 1996., 2004.
- bronca: 2008.

## Medalje naSP
- zlato: 1995.
- bronca: 2003.

## Svi nastupi naAP
- Jedina reprezentacija koja je osvajala medalje na svih 12 dosadašnjih Azijskih prvenstava.
- zlato: 1987., 1989., 1991., 1993., 1995., 1997., 1999., 2000., 2006., 2008.
- srebro: 2002.
- bronca: 2004.

## Vanjske poveznice
- Južnokorejska izabrana vrsta  Arhivirana inačica izvorne stranice od 31. ožujka 2008. (Wayback Machine)